# Treperiodsystemet
Treperiodssystemet är en klassificering av Gamla världens förhistoriska samhällen som indelats i tre tidsperioder. Dessa har namngivits efter de karakteristiska teknologier för att tillverka verktyg som dominerade:
- stenåldern
- bronsåldern
- järnåldern

Begreppet infördes av dansken Thomsen på 1820-talet för att klassificera fynd av artefakter, som numera förvaras i Danmarks nationalmuseum för historia.